# Gângiova
Gângiova est une commune roumaine située dans le județ de Dolj.